# مسجد السلطان تيبو
مسجد السلطان تيبو هو مسجد السلطان تيبو شاهي المعروف أيضا باسم مسجد تيبو سلطان , وهو أحد المساجد الشهيرة في مدينة كلكتا في الهند, يقع المسجد في شارع 185 دارتاماتالا , ويعد المسجد من بقايا التراث المعماري والثقافي الإسلامي , كما يسمح للناس من جميع قطاعات المجتمع والأديان بزيارته والتقاط الصور فيه .

## البناء
شيد مسجد السلطان تيبو في عام 1832 من قبل الأمير غلام محمد الابن الاصغر من أبناء السلطان تيبو , وهناك مسجد مطابق لمسجد السلطان تيبو بني في وقت لاحق من قبل لجنة الوقف في توليغونغ .

## جهود الاستعادة
تأسست لجنة مسجد شاهي لحماية ورعاية مسجد السلطان تيبو في أواخر العام 1980 بواسطة سراج مباركي ومحمد شرف الدين ويصهار خان وسيد ظفر لتحفيز وتثقيف الناس حول الأضرار التي لحقت بالمسجد بسبب سكك الحديدية المترو , ويرأس هذه اللجنة محمد شرف الدين رئيسا لها وعزيز مباركي أمينا لها , وتم تأسيس لجنة للتفاوض مع سلطات مترو كلكتا لإصلاح الأضرار الناجمة عن البناء تحت المسجد , ووافقت السلطات على هدم جزء تالف من المسجد وإعادة بنائه .

## العلاقات المجتمعية
تعتبر لجنة مسجد شاهي لحماية ورعاية مسجد السلطان تيبو بتوجيه من سامي المباركي رئيس الحالي الاعب الرئيسي والنشط في رعاية الشؤون اليومية للمسجد , وقد أثار أعضاء اللجنة حملة لمساعدة لضحايا تسونامي 2004 كجزء من صندوق رئيس الوزراء لضحايا تسونامي , وذهبت الجنة لإضراب عن الطعام لمدة خمسة أيام للاعتراض على تدخل الحكومة المركزية عندما دمر دارغا المسلم ومعبد هندوسي في فادودارا , وتم كسر الاضراب في وقت لاحق مع مبادرة محافظ شري جوبال كريشنا غاندي الذي قدم كوب من عصير للصائمين وأدان في وقت لاحق الهجمات على المعابد الهندوسية في باكستان والهجمات على المبشرين المسيحيين في أوريسا وأجزاء أخرى من الهند .